# Andrzej Miłkowski

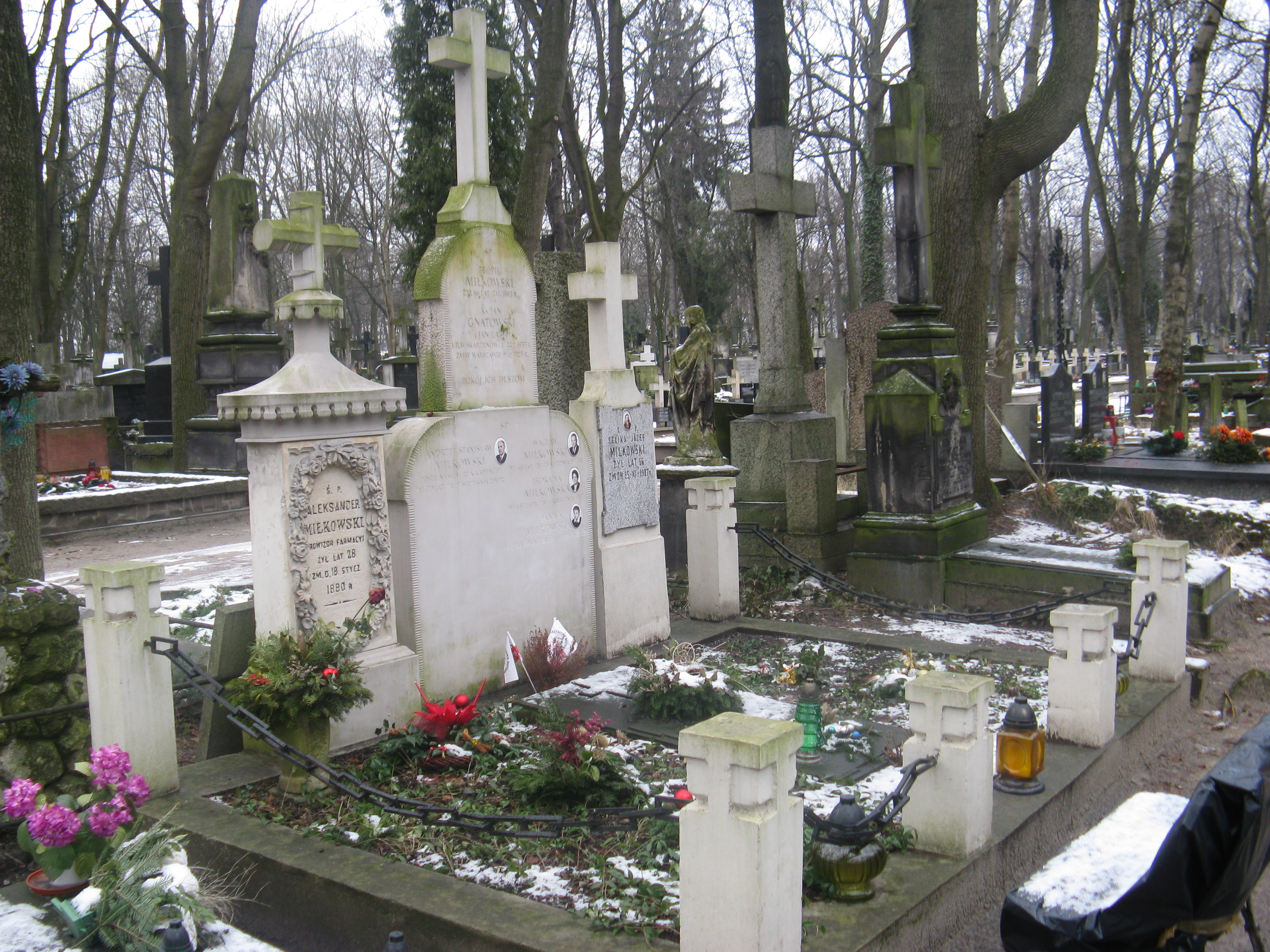
Grób Andrzeja Miłkowskiego na cmentarzu Powązkowskim

Andrzej Stanisław Miłkowski (ur. 27 listopada 1939 w Glinniku, zm. 17 września 2010 w Warszawie) – polski polityk, technik mechanik, poseł na Sejm X kadencji.

## Życiorys
Syn Wacława i Leokadii. W 1980 ukończył Technikum Mechaniczno-Hutnicze w Warszawie. W latach 1957–1958 pracował w Wytwórni Sprzętu Komunikacyjnego na Okęciu, w 1958 w Polskich Kolejach Państwowych, a następnie w 1959 zatrudniony został w Hucie Warszawa. W 2002 przeszedł na emeryturę.
W 1980 wstąpił do „Solidarności”. Do 1986 przewodniczył prezydium rady robotniczej w swoim zakładzie pracy. W 1989 brał udział w obradach Okrągłego Stołu. W latach 1989–1991 był posłem na Sejm kontraktowy z ramienia Komitetu Obywatelskiego. Był jednym z siedmiu parlamentarzystów Obywatelskiego Klubu Parlamentarnego, którzy oddając nieważny głos, przyczynili się do wyboru Wojciecha Jaruzelskiego na urząd prezydenta Polskiej Rzeczypospolitej Ludowej. Zasiadał w czterech komisjach stałych i sześciu nadzwyczajnych.
Brał udział w tworzeniu Solidarności Pracy. Był jej rzecznikiem parlamentarnym. Od 1992 do 1995 zasiadał we władzach krajowych Unii Pracy. Później zrezygnował z działalności politycznej.
W 1981 został odznaczony Złotym Krzyżem Zasługi. Został pochowany na Starych Powązkach (kwatera 190–5–6/7/8).